# Dlouhodobá ochrana digitálních dokumentů
Dlouhodobá ochrana digitálních dokumentů je překladem běžně užívaného anglického termínu digital preservation. Překlad digitální ochrana může odkazovat k jiným významům.
Dlouhodobá ochrana digitálních dokumentů podle Gladneyho (2007: 270)
 označuje "organizované aktivity k zajištění použitelnosti digitálních objektů po mnoho let".
Gladney uvádí jako klíčové prvky ochrany digitálních dokumentů tyto záruky:
- digitální objekty se nikdy neztratí
- digitální objekty nebudou zničeny
- digitální objekty budou stále vyhledatelné
- digitální objekty budou stále srozumitelné bez ohledu na zastarávání technologií

## Digitalizace kulturního dědictví
Dne 30. září 2005 vyhlásila Evropská komise plán Digitalizace evropského kulturního dědictví, podle kterého by v dohledné době mělo být na internetu k volnému použití aspoň šest milionů knih v různých jazycích. Plán má navázat na americký Projekt Gutenberg či francouzský projekt Gallica. U nás se problémem zabývá webová stránka ČTE! (České Texty Elektronicky!).
Národní knihovna České republiky v roce 2005 získala od UNESCO ocenění za digitalizaci vzácných rukopisů. Jinak ovšem nutno říci, že Ministerstvo kultury poněkud zanedbává tento problém a nechává řešení spíše v rukou soukromých osob.
Evropská komise v rámci programu Kultura 2007 - 2013 podpořila také projekt EOD: eBooks on Demand - A European Library Network (Elektronické knihy na objednávku), jehož náplní je digitalizace knih vydaných v letech 1500-1900 z fondů zúčastněných knihoven na vyžádání zájemce.

## Digitalizace zvukových a obrazových nahrávek
Digitalizace starých zvukových a obrazových nahrávek znamená převod těchto informací do digitálního (číslicového) tvaru. Umožnil ji zejména prudký rozvoj digitálního způsobu nahrávání zvuku i obrazu na konci 20. století a také velký rozvoj digitálních nosičů dat, zejména pak CD disků, později DVD disků, číslicových pamětí a komprimovaných formátů obecně. Digitalizace těchto analogových dat probíhá již delší dobu.